# Augusto B. Leguía
Augusto Bernardino Leguía y Salcedo (ur. 19 lutego 1863, zm. 6 lutego 1932) – peruwiański polityk, dwukrotny prezydent tego kraju. Podjął dzieło modernizacji państwa i doprowadził do rozwiązania konfliktów granicznych z sąsiadami.

## Życiorys

### Początki działalności
Urodził się w lutym 1863 roku. Brał udział w tak zwanej wojnie na Pacyfiku z Chile, która zakończyła się w 1884 roku. Po wojnie podjął pracę w amerykańskiej firmie ubezpieczeniowej New York Life Insurence Comapany, zdobywając w krótkim czasie znaczny majątek. W 1903 roku został ministrem finansów i pełnił tę funkcję przez kolejne cztery lata. W 1907 roku ustąpił z rządu, a rok później zaczął się ubiegać o stanowisko prezydenta.

### Pierwsza kadencja prezydencka
W czasie swojej pierwszej kadencji prezydenckiej Leguía y Salcedo podjął szeroko zakrojone prace nad rozbudową peruwiańskiej infrastruktury, wznosząc liczne szpitale i ulepszając system nawadniania pól. Zaczął wcielać też w życie program reformy podatkowej. W 1909 roku doprowadził do zakończenia długotrwałego konfliktu granicznego między Peru, Brazylią i Boliwią. W 1909 roku wybuchło powstanie skierowane przeciw rządom Leguía y Salcedo, który musiał uchodzić z kraju i szukać schronienia w Wielkiej Brytanii. Przebywając w Londynie stanął na czele Południowoamerykańskiej Izby Handlowej.

### Druga kadencja prezydencka
W 1919 roku powrócił do Peru i ponownie zaczął ubiegać się o stanowisko prezydenta. Wybory wygrał zdecydowanie. Obawiając się jednak, że opozycja może spróbować nie dopuścić go do władzy, dokonał w lipcu 1919 roku zamachu stanu i przejął rządy siłą. Wsparty zagraniczną pożyczką w wysokości 90 milionów dolarów przystąpił do pracy nad rozbudową Peru. Rozpoczął rozbudowę linii kolejowych i dróg oraz ulepszał systemy nawadniania pól. Jego polityka przyczyniła się do wzrostu dochodów państwa o ponad trzysta procent. Leguía y Salcedo przeprowadził też liczne reformy ustrojowe. Wprowadził powszechne wybory prezydenckie. Prawa wyborcze otrzymali wszyscy mieszkańcy kraju płci męskiej. Jednak Leguía y Salcedo nie zawsze respektował wprowadzone przez siebie demokratyczne reguły. Władzę sprawował niepodzielnie, a opozycja była brutalnie zwalczana. Pozycją Leguía y Salcedo zachwiał wielki kryzys z 1929 roku, który spowodował wstrzymanie napływu obcego kapitału do Peru. W 24 sierpnia 1930 roku został obalony w wyniku zamachu stanu i osadzony w więzieniu w Limie. Ze względu na stan zdrowia przewieziono go szpitala w Bellavista, gdzie zmarł w lutym 1932 roku.
W 1926 odznaczony polskim Orderem Orła Białego, a w 1928 papieskim Orderem Najwyższym Chrystusa.